# Hadmar III. von Kuenring

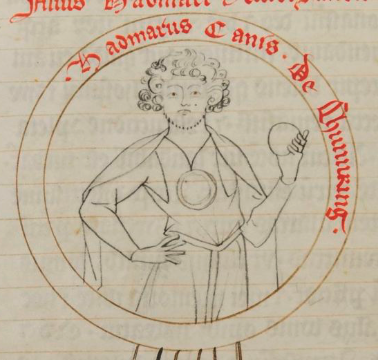
Hadmar III. von Kuenring

Hadmar III. von Kuenring (* um 1185; † um 1231)  gehörte dem Ministerialengeschlecht der Kuenringer im Herzogtum Österreich an. Er und sein jüngerer Bruder Heinrich III. waren bedeutende Mitglieder des sich herausbildenden österreichischen Herrenstandes, die jedoch wegen ihrer Eingriffe in die Schifffahrt auf der Donau als Raubritter unter der Bezeichnung „Die Hunde von Kuenring“ bekannt wurden.

## Leben
Hadmar III. wurde als Sohn von Hadmar II. und der Eufemia von Mistelbach in den 80er-Jahren des 12. Jahrhunderts geboren und scheint ab 1204 in den Quellen auf. Er und sein jüngerer Bruder Heinrich III.  waren unter ihrem Vater zur führenden Ministerialenfamilie des Landes aufgestiegen, die mit Herrschaftsschwerpunkten in der Wachau zwischen Aggstein und Dürnstein sowie im Waldviertel mit dem Zentrum Weitra reich begütert war. Nach dem Tod ihres Vaters im Jahre 1217 bauten Hadmar und sein Bruder Heinrich diese bedeutende Stellung noch aus.
Hadmar, der wie sein Bruder zum engsten Kreis um Herzog Leopold VI. zählte, war häufig mit diesem oder in dessen Auftrag auf Reisen. Als Leopold VI. im Jahre 1230 während eines Vermittlungsversuches zwischen Kaiser Friedrich II. und dem Papst plötzlich verstarb, erhob sich der Adel unter der Führung der Kuenringer-Brüder gegen seinen jungen Nachfolger Friedrich II. Hintergrund dieses Aufstandes war die Forderung nach Bestätigung der Rechte der Ministerialen, so wie sie etwa bereits in der Georgenberger Handfeste für die steirischen Ministerialen geregelt war. Trotz Niederlage der Aufständischen und Verlust ihrer Herrschaftssitze wurde die Machtgrundlage der Kuenringer nicht ernstlich beschädigt.
Allerdings hatte der Bischof von Passau, Gebhard I. von Plain, wegen der Verwüstungen von Passauer Kirchengut den Kirchenbann über Hadmar und seinen Bruder verhängt, sodass Hadmar III. nach seinem Tod um 1231 nach dem Zwettler Stifterbuch eine Beisetzung in Zwettl an der Seite des Vaters verweigert wurde, weshalb er vier Jahre unbeerdigt geblieben sein soll. Andere Quellen besagen, er sei nach Aufhebung des Banns von Bischof Gebhard von Passau noch 1231 in Zwettl bestattet worden.
Die Tatsache, dass sie den Schiffsverkehr auf der Donau in der Wachau zwischen ihren Burgen Dürnstein und Aggstein sehr eigenwillig kontrollierten, trug ihnen in der Sage die Bezeichnung als Raubritter und dem Beinamen „Die Hunde von Kuenring“ ein, obwohl diese Bezeichnung auf ihren mütterlichen Großvater, Heinrich den Hund von Mistelbach zurückgeht, sie hat jedoch das Bild der Kuenringer jahrhundertelang geprägt.

## Ehe und Nachkommen
Aus seiner Ehe mit einer namentlich nicht bekannten Gemahlin hinterließ er drei bekannte Kinder.
1. Albero V. von Kuenring[4] (cl. 1241; † 8. Jänner 1260) Herr zu Dürnstein, Spitz, Aggstein, Zistersdorf, Wolfstein und Steyregg, 1240 Truchsess von Österreich, 1246 Hauptmann von Österreich, ⚭ vor 10. November 1241 Gertrud von Wildon, († nach 20. Jänner 1260), Tochter des Leutold von Wildon.
2. Heinrich II. von Kuenring 1249 Herr zu Krumau am Kamp, 1251 Herr zu Weitra und böhmischer Burggraf, 1251 Marschall von Österreich, (cl. 1240; † Znaim 12. Mai 1293), begraben im Stift Zwettl. ⚭ Kunigunde (von Dobra) cl. 1278/93, † Burg zu Linz an der Donau (1303)
3. Gisela von Kuenring, † 1266/1270, ⚭ Schetzko von Budweis[5]

Da alle Söhne seines Bruders ohne Erben starben, gilt Hadmar III. von Kuenring als Stammvater aller späteren Kuenringer.